# Hartmut Schauerte
Hartmut Schauerte (* 13. September 1944 in Kirchhundem) ist ein deutscher Politiker (CDU) und von 1994 bis 2009 Abgeordneter im Deutschen Bundestag.
Er war von 2005 bis 2009 Parlamentarischer Staatssekretär beim Bundesminister für Wirtschaft und Technologie und von 2007 bis 2009 zusätzlich Beauftragter der Bundesregierung für den Mittelstand.

## Ausbildung und Beruf
Nach dem Abitur 1966 absolvierte Schauerte ein Studium der Rechtswissenschaft an der Ludwig-Maximilians-Universität München und der Rheinischen Friedrich-Wilhelms-Universität Bonn, welches er 1972 mit dem ersten juristischen Staatsexamen beendete. Nach dem Referendariat legte er 1975 auch das zweite Staatsexamen ab und ist seitdem als Rechtsanwalt zugelassen. Von 1978 bis 1994 war er außerdem als Notar tätig.
Nach Ende seiner politischen Karriere arbeitet Schauerte wieder als Anwalt, unter anderem vertrat er Waldbauern im Streit um ausgewilderte Wisente am Rothaarsteig.
Hartmut Schauerte ist verheiratet und hat vier Kinder. Er wohnt im Kirchhundemer Ortsteil Flape.

## Partei
Schauerte wurde 1967 Mitglied der CDU. Er engagierte sich zunächst im RCDS, dessen stellvertretender Bundesvorsitzender er von 1967 bis 1968 war. Von 1973 bis 1995 war er Vorsitzender des CDU-Kreisverbandes Olpe. Seit seinem Ausscheiden aus diesem Amt ist er Ehrenvorsitzender des Kreisverbandes.
Außerdem war Schauerte von 1994 bis 2013 Landesvorsitzender der Mittelstands- und Wirtschaftsvereinigung der CDU (MIT) in Nordrhein-Westfalen und seit 1995 auch deren stellvertretender Bundesvorsitzender. 2015 wurde er vom NRW-Landesverband zum Ehrenvorsitzenden ernannt.

## Abgeordneter
Schauerte gehörte von 1975 bis 1988 dem Kreistag des Kreises Olpe an und war von 1980 bis 1994 außerdem Mitglied des Landtages von Nordrhein-Westfalen. Dort war er ab 1985 haushalts- und finanzpolitischer Sprecher und ab 1990 auch stellvertretender Vorsitzender der CDU-Landtagsfraktion.
Von 1994 bis 2009 war Schauerte Mitglied des Deutschen Bundestages und war von 1999 bis 2002 stellvertretender Vorsitzender und von 2002 bis 2006 schließlich Vorsitzender des Parlamentskreises Mittelstand der CDU/CSU-Bundestagsfraktion. Schauerte war außerdem von 1999 bis 2002 Sprecher der CDU/CSU-Fraktion in der Enquête-Kommission „Globalisierung der Weltwirtschaft - Herausforderungen und Antworten“ und gehörte von 2002 bis 2006 dem CDU/CSU-Fraktionsvorstand an.
Hartmut Schauerte ist 1994 und 1998 als direkt gewählter Abgeordneter des Wahlkreises Olpe – Siegen-Wittgenstein II und seit 2002 des Wahlkreises Olpe – Märkischer Kreis I in den Bundestag eingezogen. Bei der Bundestagswahl 2005 erreichte er hier 50,8 % der Erststimmen. Bei der Bundestagswahl 2009 trat er nicht mehr an. Zu seinem Nachfolger wurde Matthias Heider gewählt.

## Öffentliche Ämter
Am 23. November 2005 wurde Schauerte als Parlamentarischer Staatssekretär beim Bundesminister für Wirtschaft und Technologie in die von Bundeskanzlerin Angela Merkel geführte Bundesregierung berufen (Kabinett Merkel I). Im Februar 2007 wurde er außerdem zum Beauftragten der Bundesregierung für den Mittelstand ernannt.

## Sonstiges Engagement
Schauerte war Aufsichtsratsmitglied bei der SIGNAL IDUNA Gruppe sowie Politischer Vertreter der True Sale International, einer Finanz-Lobbyorganisation. Zudem war er als Berater bei der IKB Deutsche Industriebank tätig. Weiterhin war er 16 Jahre Mitglied im Kuratorium der Volksbank Bigge-Lenne Stiftung, davon von 2013 bis 2021 Vorsitzender.